# Baulastenverzeichnis
Das Baulastenverzeichnis ist in Deutschland ein in den meisten Bundesländern geführtes Verzeichnis der Baulasten, d. h. der öffentlich-rechtlichen Verpflichtungen eines Grundstückseigentümers gegenüber der Baubehörde, bestimmte das Grundstück betreffende Dinge zu tun, zu unterlassen oder zu dulden. In Brandenburg wurde ein Baulastenverzeichnis bis Juni 1994 geführt und wird wieder seit Juli 2016 geführt. In Bayern wird kein Baulastenverzeichnis geführt, dort wird die Sicherung baurechtskonformer Zustände im Grundbuch vorgenommen.
Baulasten betreffen zum Beispiel eine Zufahrts- oder eine Abstandsflächenbaulast für ein anderes Grundstück. Solche öffentlich-rechtlichen Belastungen können neben den sogenannten privatrechtlichen Belastungen, die in Abteilung 2 des Grundbuchs zu finden sind, bestehen. Baulasten sind jedoch vom Grundbuch völlig unabhängig und sind dort auch nicht eingetragen! (Ausnahmen: Bayern und Brandenburg, siehe oben, wobei in Brandenburg bis zur Schließung der Verzeichnisse eingetragene Baulasten bestehen bleiben. Das Ministerium für Infrastruktur und Landesplanung des Landes Brandenburg hat in dem Entwurf der BbgBO-Novelle 2014 in § 84 BbgBO neu die Wiedereinführung der Baulastenverzeichnisse im Land Brandenburg vorgesehen). 
Grundstückseigentümer können durch eine Erklärung gegenüber der Bauaufsichtsbehörde Baulasten auf ihre Grundstücke übernehmen. Die Baulast ruht als öffentliche Last auf dem Grundstück und erhält als Ordnungsmerkmal eine Nummer. Das Baulastenverzeichnis wird von der Bauaufsichtsbehörde geführt (siehe unten § 83 Abs. 4 MBO) oder von der Gemeinde (siehe auch § 72 Abs. 3 LBO BW). In einigen Bundesländern werden die auf einem Grundstück ruhenden Baulasten auch im Katasterbuchwerk des betroffenen Grundstücks vermerkt. 
Von praktischer Bedeutung ist vor allen Dingen die Rechtswirkung dieser Eintragungen auch gegenüber dem Rechtsnachfolger des Grundstückseigentümers, die der dinglichen öffentlichen Wirkung des Grundbuchs vergleichbar ist. Dies bedeutet beispielsweise, dass ein Grundstückserwerber die auf seinem Grundstück vom Vorgänger zugunsten des Nachbarn (in manchen Bauordnungen: Angrenzers) eingetragene Baulast auch gegen sich gelten lassen muss und deshalb z. B. nicht einwenden kann, dass der Nachbar den Mindestabstand zur Grundstücksgrenze (vgl. Abstandsfläche) nicht einhält.
Rechtsgrundlage ist die jeweilige Landesbauordnung (LBO). Die Länderbauordnungen orientieren sich in der Regel an der von der ARGEBAU beschlossenen Musterbauordnung (MBO).
Zitat: § 83 MBO
```
Baulasten, Baulastenverzeichnis
(1) 
1
Durch Erklärung gegenüber der Bauaufsichtsbehörde können Grundstückseigentümer
öffentlich-rechtliche Verpflichtungen zu einem ihre Grundstücke betreffenden
Tun, Dulden oder Unterlassen übernehmen, die sich nicht schon aus öffentlich-rechtlichen
Vorschriften ergeben. 
2
Baulasten werden unbeschadet der Rechte Dritter
mit der Eintragung in das Baulastenverzeichnis wirksam und wirken auch gegenüber
Rechtsnachfolgern.
(2) Die Erklärung nach Absatz 1 bedarf der Schriftform; die Unterschrift muss öffentlich
beglaubigt oder vor der Bauaufsichtsbehörde geleistet oder vor ihr anerkannt werden.
(3) 
1
Die Baulast geht durch schriftlichen Verzicht der Bauaufsichtsbehörde unter.

2
Der Verzicht ist zu erklären, wenn ein öffentliches Interesse an der Baulast nicht
mehr besteht. 
3
Vor dem Verzicht sollen der Verpflichtete und die durch die Baulast
Begünstigten angehört werden. 
4
Der Verzicht wird mit der 
Löschung
 der Baulast im
Baulastenverzeichnis wirksam.
(4) 
1
Das Baulastenverzeichnis wird von der Bauaufsichtsbehörde geführt. 
2
In das
Baulastenverzeichnis können auch eingetragen werden
1. andere baurechtliche Verpflichtungen des Grundstückseigentümers zu einem
sein Grundstück betreffendes Tun, Dulden oder Unterlassen,
2. Auflagen, Bedingungen, Befristungen und Widerrufsvorbehalte.
(5) Wer ein berechtigtes Interesse darlegt, kann in das Baulastenverzeichnis Einsicht
nehmen oder sich Abschriften erteilen lassen.
```